# Allium eulae
Allium eulae — вид трав'янистих рослин родини амарилісові (Amaryllidaceae), ендемік центрального Техасу США.

## Поширення
Ендемік центрального Техас США.